# Solsångaren

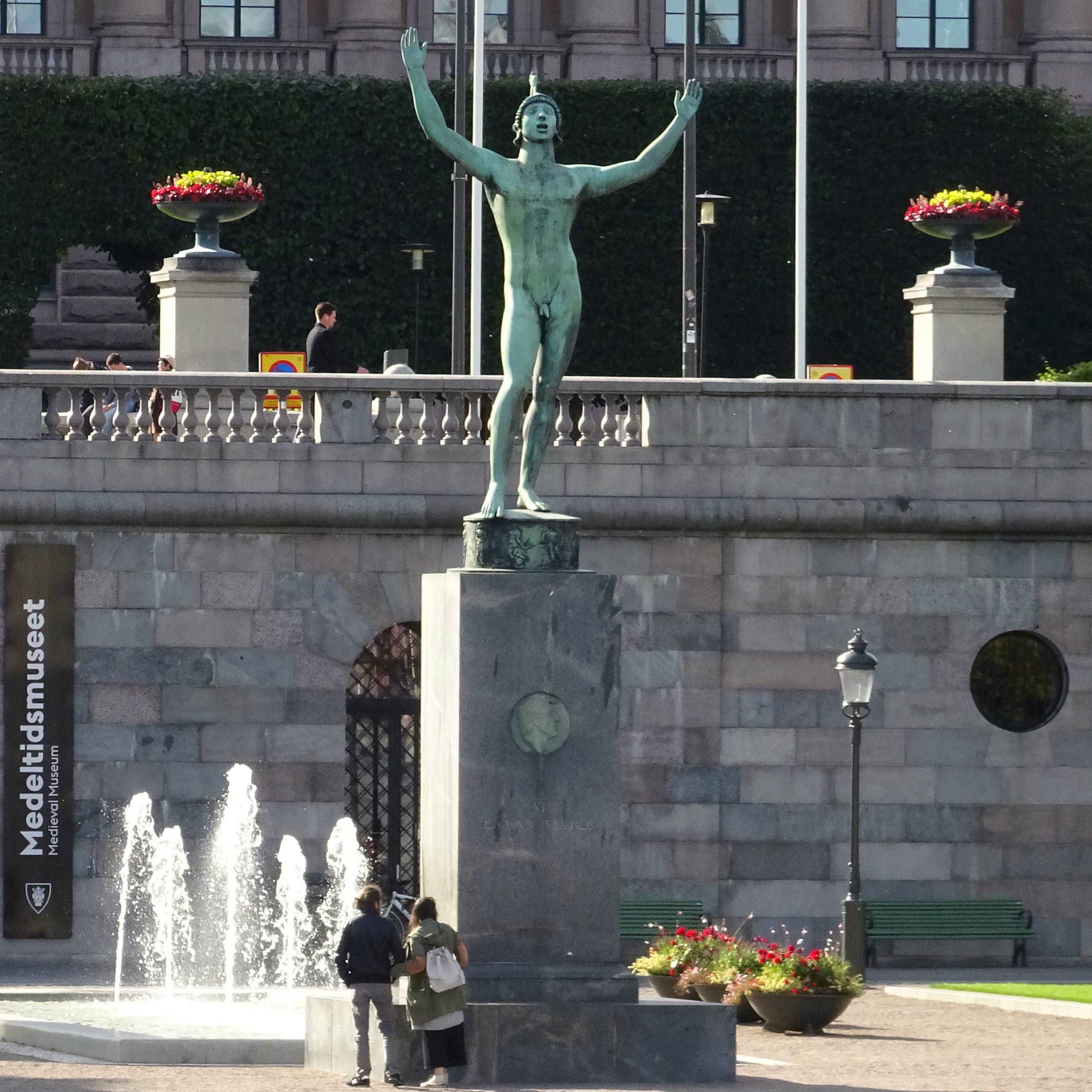
Solsångaren sedd från Strömbron, 2019.

Solsångaren är en skulptur av Carl Milles. Skulpturen är i brons och avtäcktes 21 oktober 1926 längst ut på Strömparterren i Stockholm till minne av Esaias Tegnér. Statyn skall gestalta Tegnérs dikt Sång till solen. På skulpturens postament mot sjösidan finns en medaljong i grön kolmårdsmarmor visande Esaias Tegnér i profil.

## Historia
Avtäckningsceremonin inleddes med ett tal av Svenska akademiens sekreterare, Erik Axel Karlfeldt, varefter kung Gustaf V lät täckelset falla. Därefter framträdde Anders de Wahl som reciterade Tegnérs hymn till solen. Övriga medverkande var bland andra prins Eugen, Fredrik Böök, Albert Engström, Sven Hedin och Verner von Heidenstam.  
Solsångaren fick ett långdraget ekonomiskt efterspel. Milles bad att få ränta på de medel som stått inne under arbetets gång. Men att arbetet hade dragit ut på tiden berodde delvis Milles egna ständiga omarbetningar. I januari 1928 skrev han: "jag är totalt pank och ulvarna stå och vänta i hörnen..."
Det finns flera exemplar av Solsångaren ("The Sun Singer") världen över, exempelvis i Monticello, Illinois, i Zürich Museum och i Falls Church, Virginia. Skulpturen finns även som statyett i två mindre storlekar samt även i förgylld brons.
På 1930-talet kompletterades Solsångaren med en spegeldamm, som vackert speglar skulpturen och omgivningen. Hela arrangemanget genomgick 2011–2012 en omfattande renovering.

## Bilder

Hela figuren
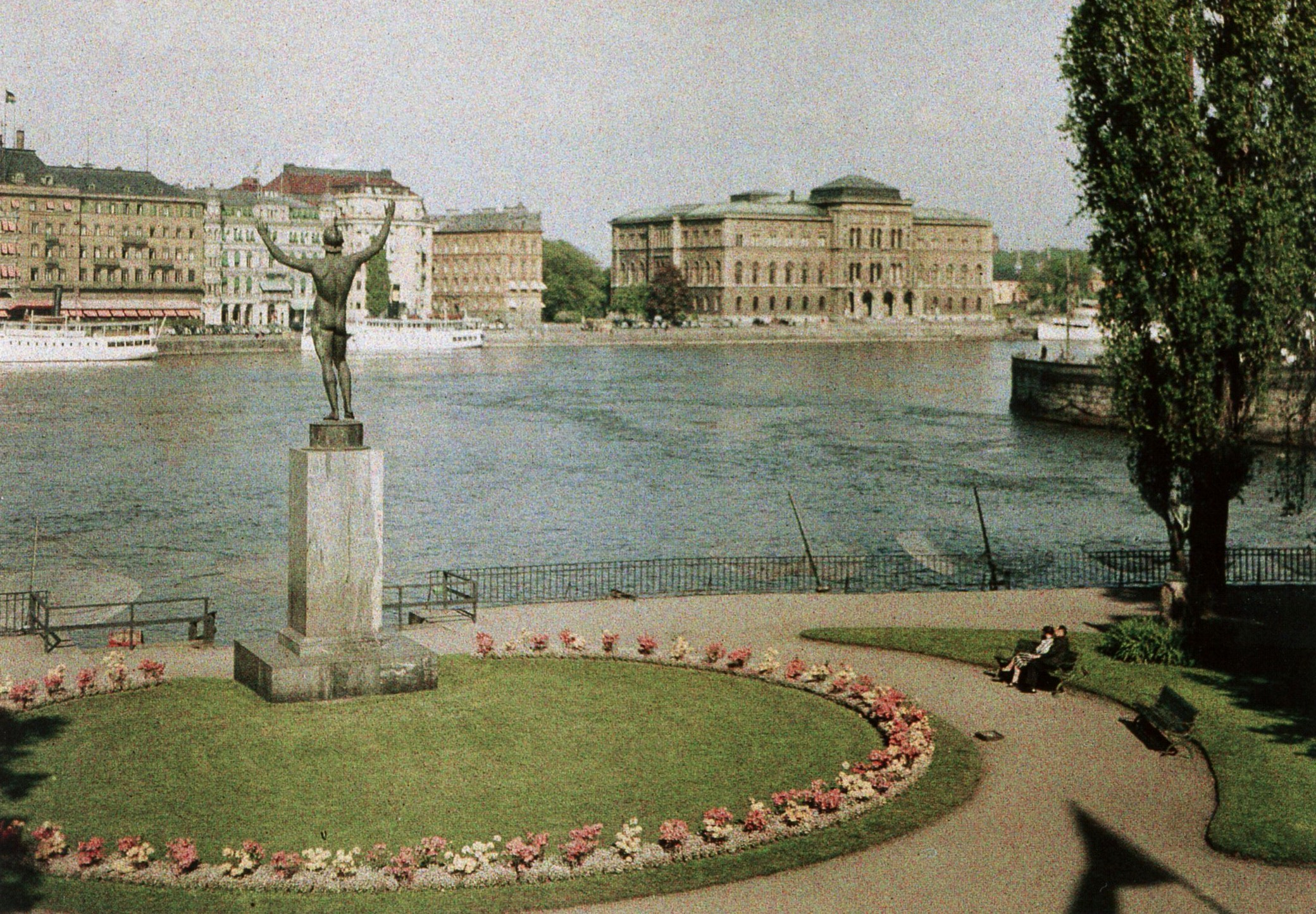
Solsångaren 1937 innan Strömbron fanns
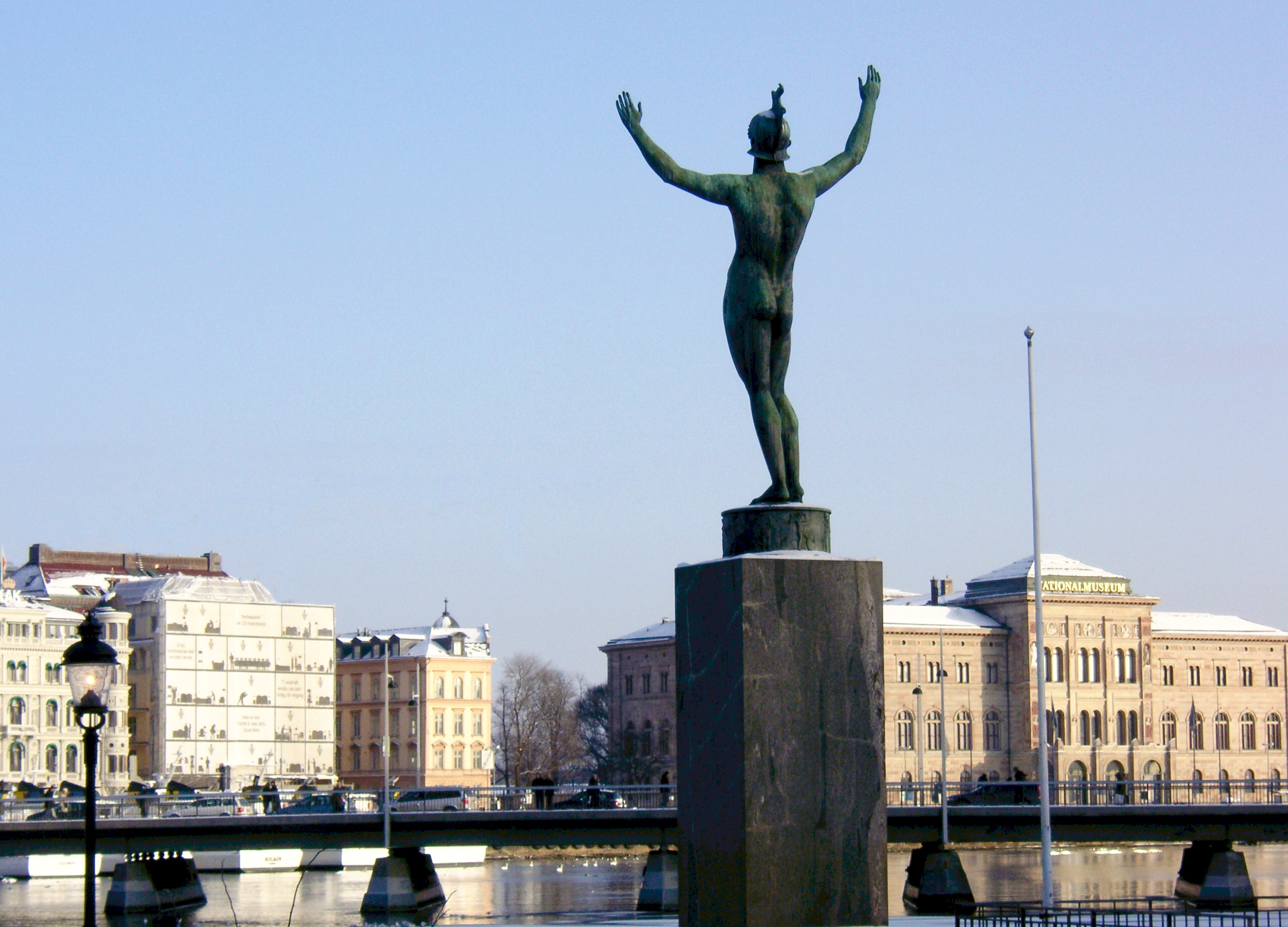
Solsångaren före renoveringen 2006
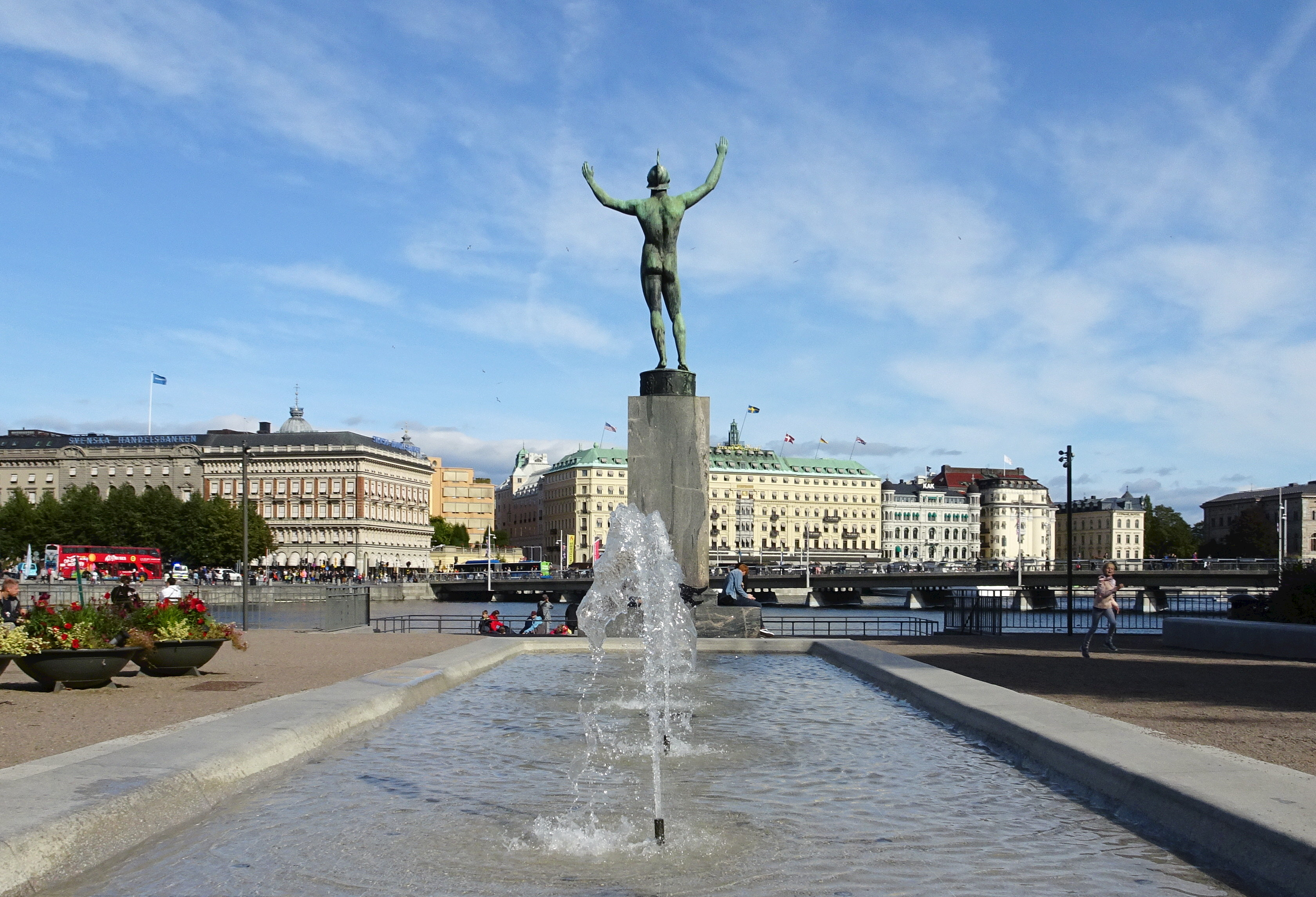
Solsångaren efter parkens renovering 2019
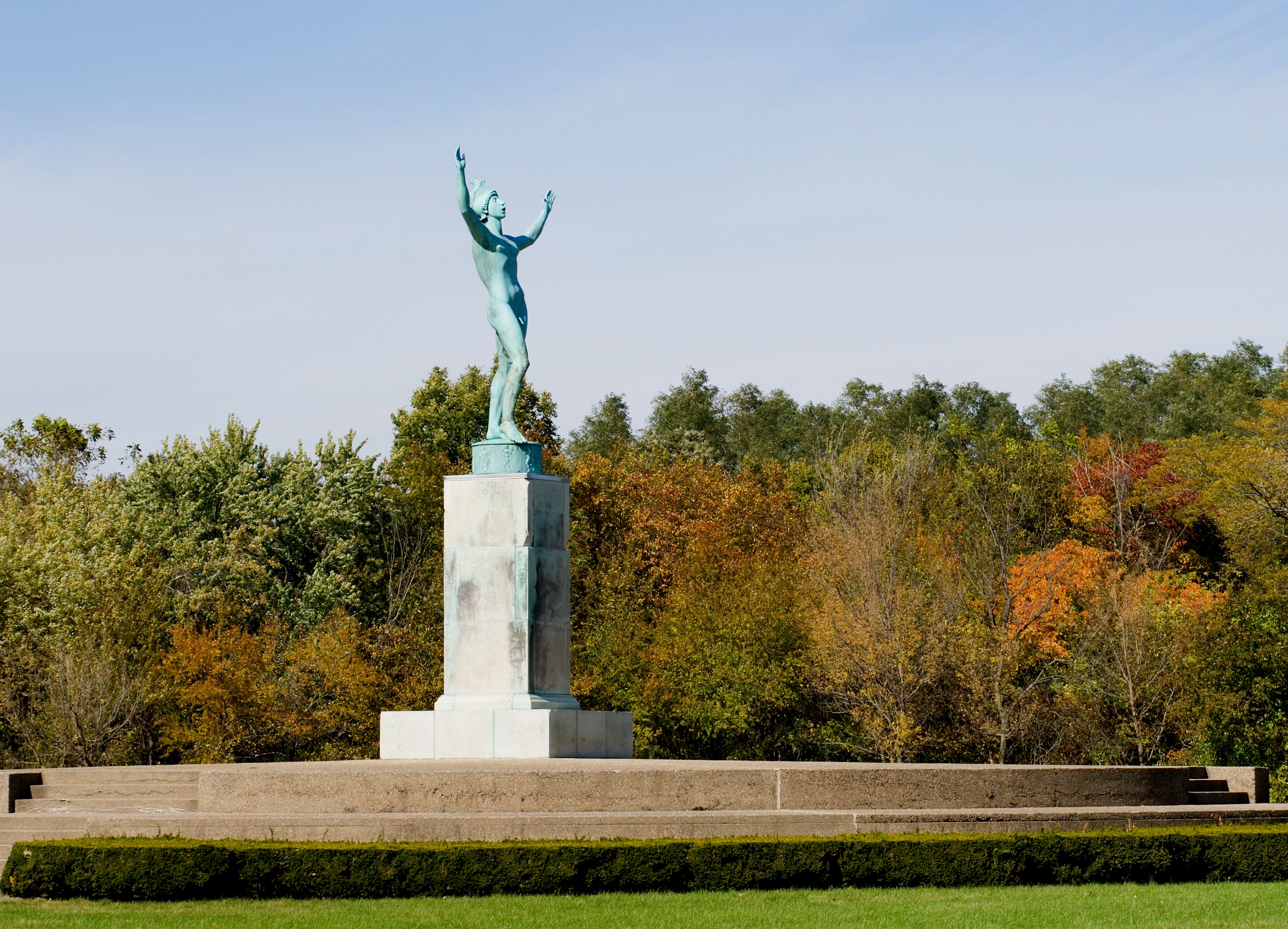
Solsångaren i "Robert Allerton Park", Monticello, Illinois 2006

Detaljer
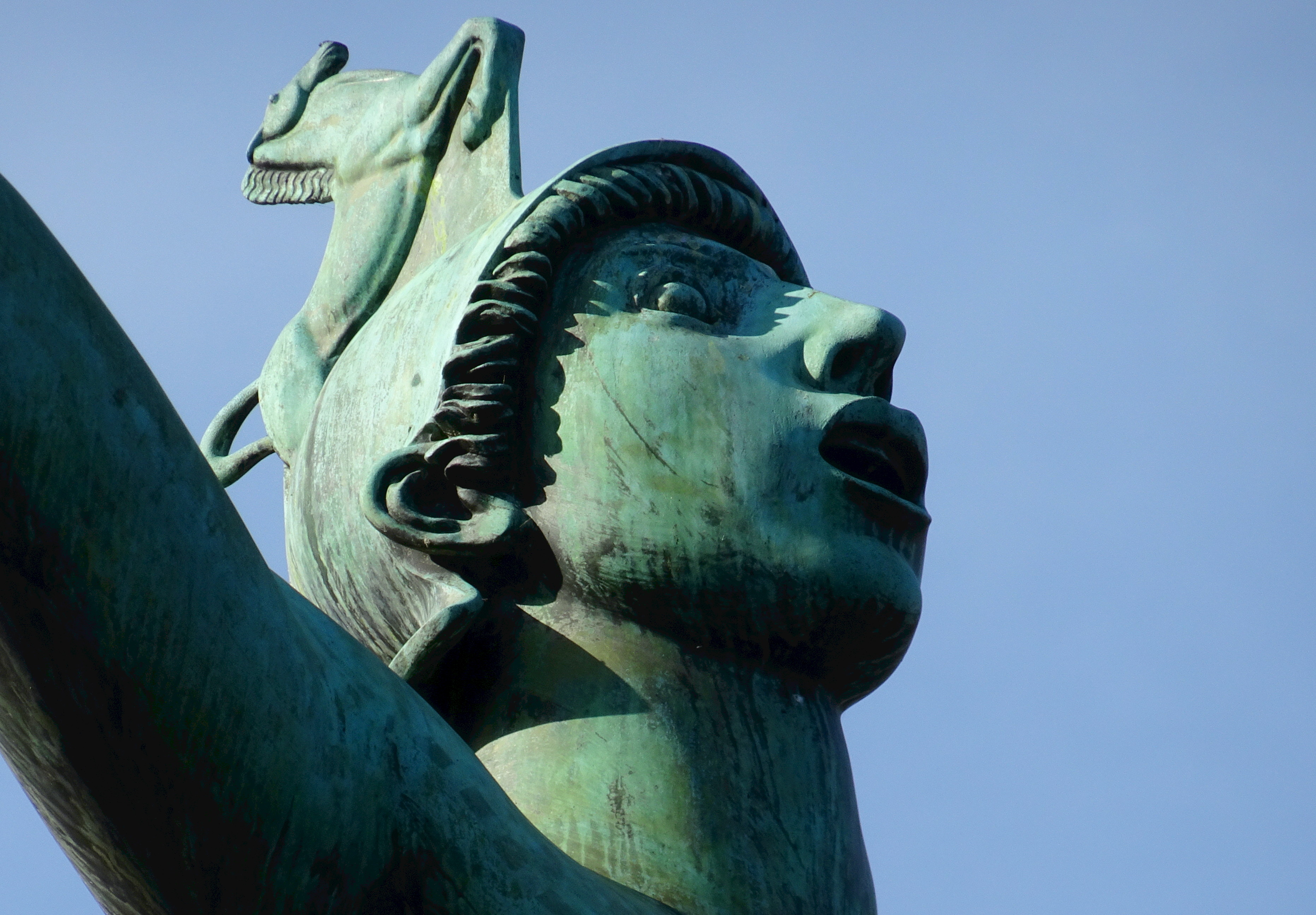
Solsångarens huvud.
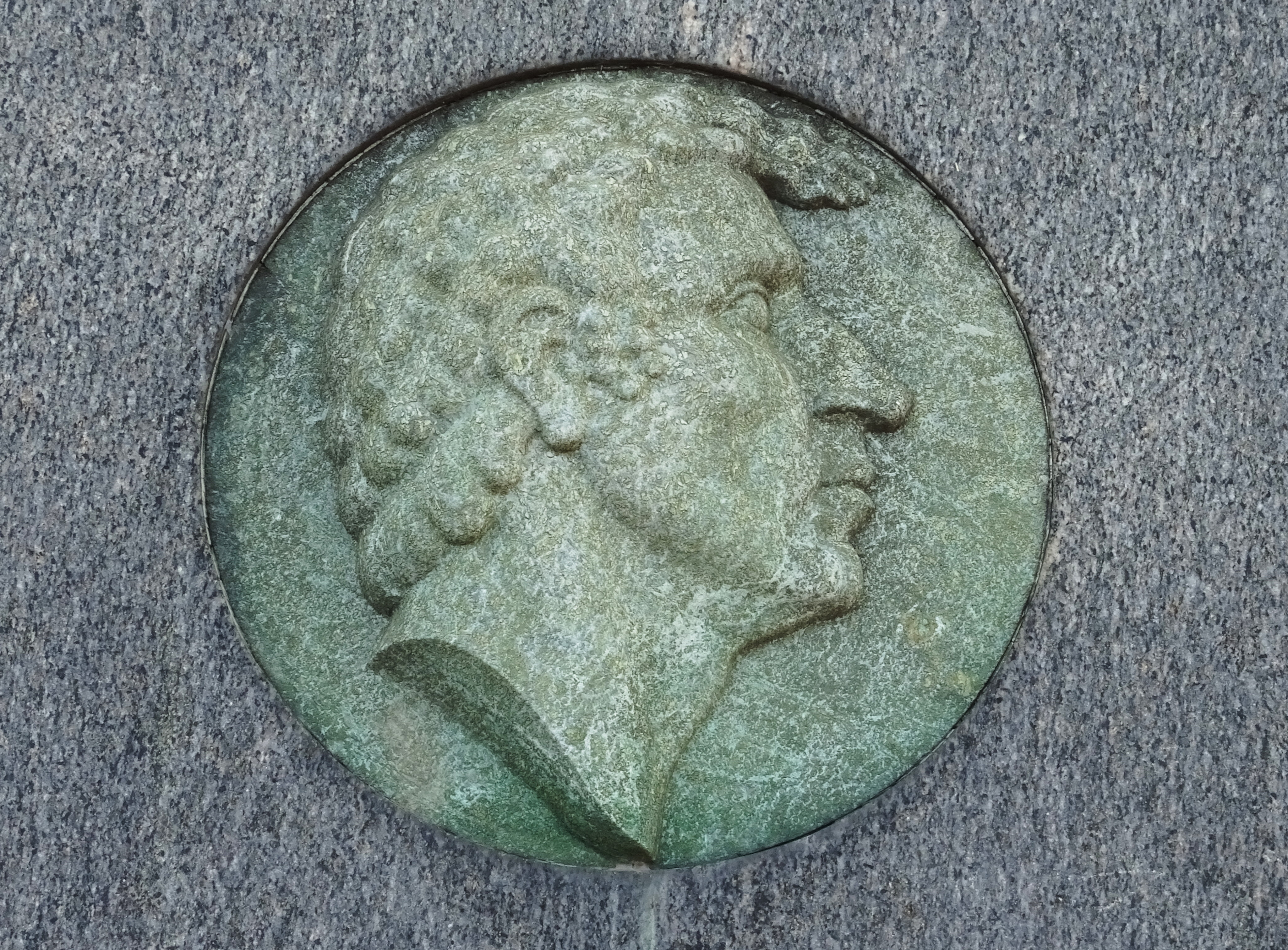
Medaljong visande Esaias Tegnér.
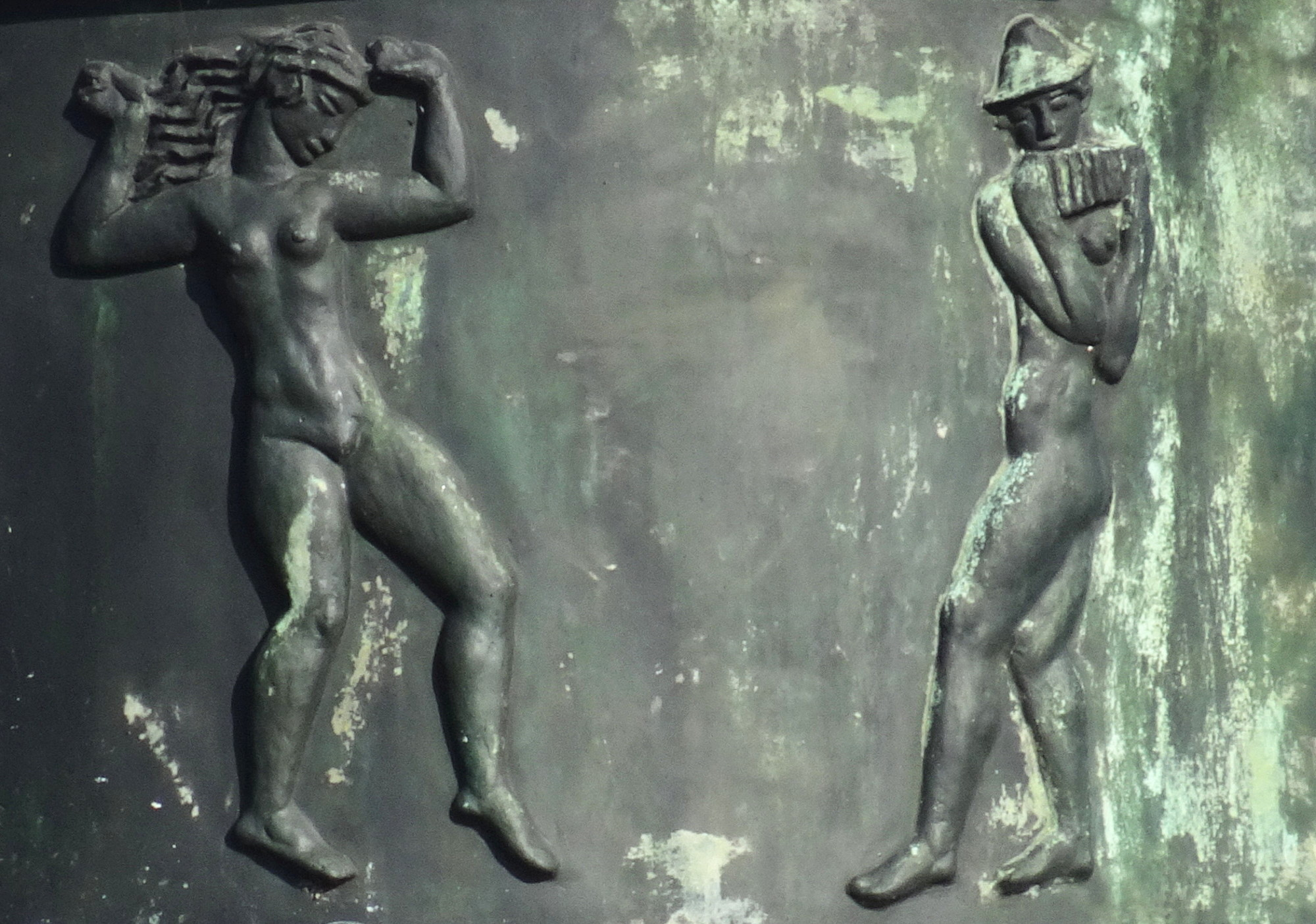
Relief på sockeln.
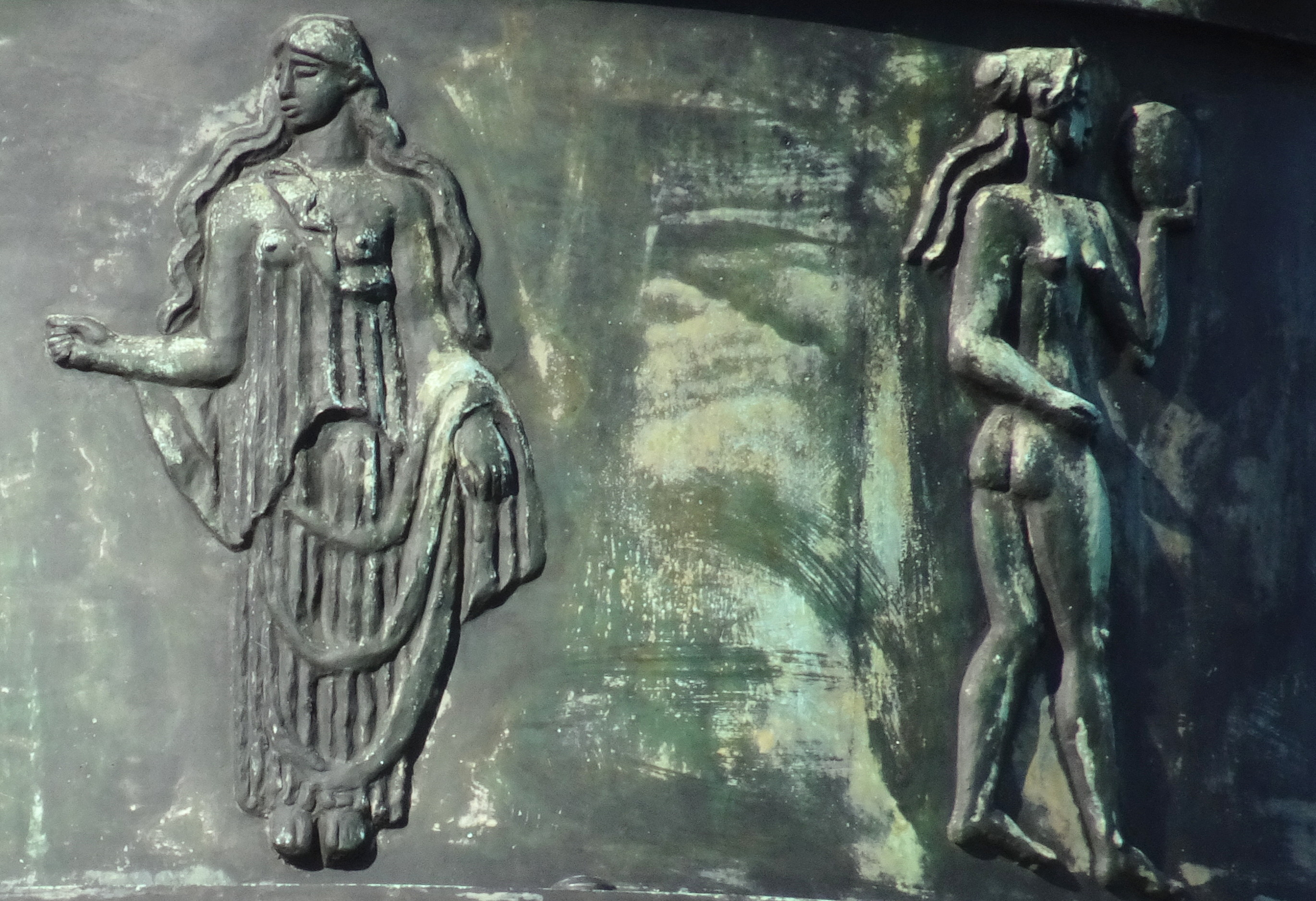
Relief på sockeln.